# Proton Savvy

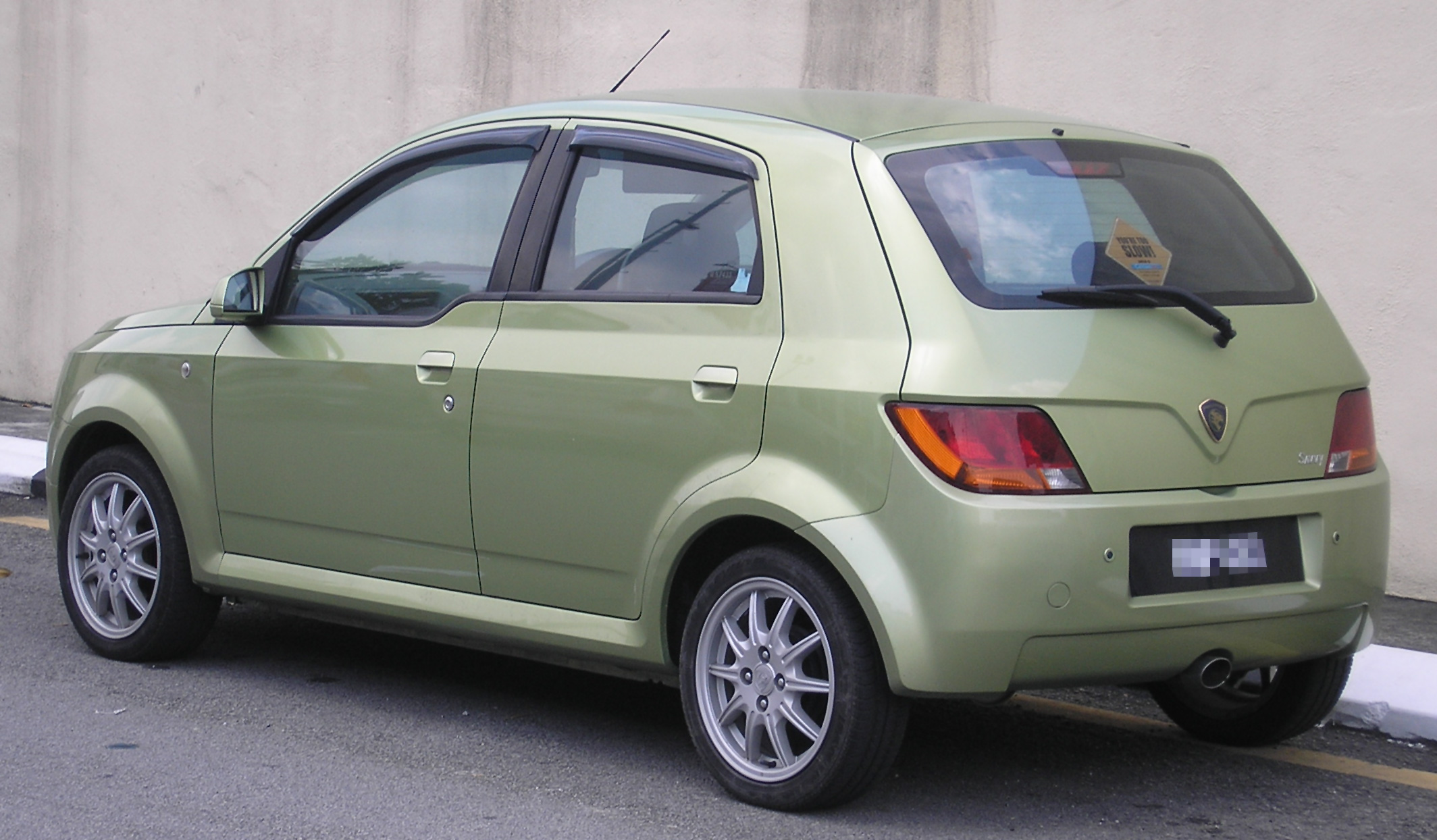
Heckansicht

Der Proton Savvy ist ein Kleinwagen, der vom malaiischen Automobilhersteller Proton hauptsächlich für den asiatischen Markt von 2005 bis 2011 als Nachfolger des Tiara gebaut wurde. Erst 2014 stellte Proton mit dem Proton Iriz ein Nachfolgemodell vor.

## Geschichte
Nachdem sich Proton 2000 entschlossen hatte, den auf dem Citroën AX basierenden Tiara einzustellen, wurde ein Ersatz für den Wiedereinstieg von Proton in den Kleinwagenmarkt gebraucht. Dieser Ersatz hieß ursprünglich Tiara Replacement Model (TRM), wurde zum Teil bei Proton selbst konstruiert und von einem Mitsubishi-D-Motor angetrieben.
Der Savvy wurde im Juni 2005 in Malaysia vorgestellt. Anfangs gab es nur ein Modell mit Handschaltgetriebe; im November 2005 folgte ein Modell mit halbautomatischem Getriebe. In Großbritannien wurde der Wagen ab September 2005 angeboten. Auch gehörte der Savvy zu den beiden Proton-Modellen (außer dem Gen-2), die MG Rover unter eigenem Namen nachbauen wollte. Gespräche mit der Muttergesellschaft von Proton begannen 2005. Am 19. Januar 2007 wurde ein Modell mit kleinen Änderungen an Front und Heck vorgestellt.
2006 führte Proton die Variante Savvy Zerokit in Verbindung mit Protons Motorsportabteilung R3 (Race, Rally, Research) ein, die ein Karosseriepaket, einen Heckspoiler aus GFK und JRD-Räder 6″ × 15″ einführte. Zusätzlich gab es Dark Titanum-Scheinwerfer, ein Sportfahrwerk und eine spezielle Auspuffanlage, die die Leistung um 3 bhp (2,2 kW) auf 78 bhp (57 kW) anhob.
Der Savvy ist das erste Proton-Modell, für das eine Rückrufaktion gestartet werden musste. Am 1. April 2008 rief Proton alle 34.000 Savvy in Malaysia in die Werkstätten zurück, die vor dem 17. Dezember 2007 gefertigt worden waren. Die hinteren Radlager mussten untersucht und gegebenenfalls ausgetauscht werden, nachdem sie sich bei einer Stichprobe als fehlerhaft erwiesen hatten. Es wurde angekündigt, dass ein Wassereinbruch möglich sei, der zum Versagen einiger Teile führen könne.
Die zweite Generation des Saga, die im Januar 2008 herauskam, basiert auf der Plattform des Savvy, die jedoch für die kleine Limousine verlängert wurde.

## Konstruktion
Anders als der Tiara wurde der Savvy größtenteils bei Proton selbst konstruiert. Er wurde von einem 1,2 l-Vierzylinder-SOHC-Reihenmotor mit 16 Ventilen von Renault angetrieben, wie er auch bei den Renault-Modellen Twingo und Clio eingesetzt war.
Der Rückwärtsgang liegt, anders als bei den meisten französischen Autos, im Schaltschema links oben. Er ist mit einem Ring am Schaltknauf verriegelt, der beim Einlegen nach oben gezogen werden muss, damit man nicht versehentlich den Rückwärtsgang anstatt des ersten Ganges einlegen kann.
Der Savvy und andere bei Proton selbst konstruierte Modelle, wie der Gen-2, der Persona, der Satria Neo, der Waja, der Waja Chancellor und die zweite Generation des Saga haben den Blinkerhebel links und nicht, wie die früheren Modelle, wie die erste Generation des Saga, der Wira und der Perdana, rechts.
Die erste Generation zeigt vorne und hinten ein V-Design des Logos, während die zweite Generation einen geraden Kühlergrill und hinten zwei horizontale Linien hat.
Nur für den malaiischen Markt gab es ein Basismodell namens Savvy Lite, dem Ausstattungsdetails wie Fernbedienung für die Türschlösser, elektrische Fensterheber und Diebstahlswarnanlage fehlten.
Seit 2010 ist die Fertigung des ‘’Savvy’’ eingestellt, was zu Missstimmung unter den malaiischen Fans geführt hatte.
2014 folgte ein neuer Kleinwagen, der Proton Iriz.

### Technische Daten
| Motor                     | Mitsubishi-4G15-Motor mit einer obenliegenden Nockenwelle             |
| Hubraum                   | 1149 cm³                                                              |
| Leistung                  | 75 bhp (55 kW) bei 5500 min−1                                         |
| Drehmoment                | 105 Nm bei 4250 min−1                                                 |
| Benzinverbrauch           | 5,3 l / 100 km                                                        |
| Höchstgeschwindigkeit     | 170 km/h                                                              |
| Beschleunigung 0–100 km/h | 14,4 s (Halbautomatik), bzw. 12,6 s (Handschaltgetriebe)              |
| Reifen                    | 175/50 R15 H, Goodyear Eagle NCT5 165/60 R 14 L/M Goodyear Eagle NCT5 |
| Getriebe                  | Halbautomatisches Getriebe (Magneti Marelli Quickshift 5)             |
| Karosserie L × B × H      | 3710 mm × 1643 mm × 1480 mm                                           |
| Radstand                  | 2395 mm                                                               |
| Gewicht                   | 955 kg (Halbautomatik), bzw. 945 kg (Handschaltgetriebe)              |
| Vorderradaufhängung       | MacPherson-Federbeine, Querlenker und Stabilisator                    |
| Hinterradaufhängung       | Verbundlenkerachse                                                    |
| Bremsen vorne / hinten    | Scheiben innenbelüftet / Trommeln                                     |

## Preise
Der Savvy hat zwei bekannte „Auto des Jahres“-Preise in ASEAN-Staaten erhalten, und zwar 2006 von der Zeitschrift Car, Bikes & Trucks, die von der New Straits Times und der AmBank Group herausgegeben wird, in der Kategorie Kleinwagen und 2007 von Indonesien als bestes Stadtauto. Der Wagen ist bislang auch der einzige Proton mit deutscher TÜV-Zulassung.
Der Savvy wurde 2008 von den Nationaldaily’s Car Writers in Thailand unter die zehn besten Autos gewählt. Der Wagen kostet in Thailand 469.000,-- Baht und wurde zusammen mit teilweise so teuren Autos, wie dem Jaguar XF, dem BMW 320 d, dem Volvo S80 3.2, dem Mini Cooper S Clubman, dem Honda City, dem Honda Jazz, dem Ford Focus 2.0 TDCi, dem Mitsubishi Pajero Sport und dem Subaru Impreza STI gewählt.
Der Savvy gilt laut dem Malaysian Book of Records als am meisten benzinsparendes Auto in Malaysia. Er erreichte bei einem Fahrtest von Proton einen durchschnittlichen Benzinverbrauch von 4,2 l / 100 km.